# 1904 na música

## Eventos
- Madama Butterfly (ópera) de Giacomo Puccini, estreou no Teatro alla Scala em Milão, Itália.

## Nascimentos
| Data            | Nome         | Profissão                            | Nacionalidade  | Observações | Ref |
| --------------- | ------------ | ------------------------------------ | -------------- | ----------- | --- |
| 11 de fevereiro | Zé Carioca   | violonista, banjoísta e cavaquinista | Brasil         | m. 1987     |     |
| 1 de Março      | Glenn Miller | músico                               | Estados Unidos | m. 1944     |     |
| 21 de Agosto    | Count Basie  | pianista e compositor                | Estados Unidos | m. 1984     |     |

## Mortes
| Data      | Nome           | Profissão  | Nacionalidade     | Observações | Ref |
| --------- | -------------- | ---------- | ----------------- | ----------- | --- |
| 1 de Maio | Antonín Dvořák | compositor | Império Austríaco | n. 1841     |     |